# Calandrinia compacta
Calandrinia compacta är en källörtsväxtart som beskrevs av François Marius Barnéoud. Calandrinia compacta ingår i släktet sidenblommor, och familjen källörtsväxter. Inga underarter finns listade i Catalogue of Life.